# Marina Valensise
Marina Valensise (Roma, 20 febbraio 1957) è una giornalista e saggista italiana, direttrice dell'Istituto italiano di cultura di Parigi dal 2012 al 2016. Dal  2019 è Consigliere delegato della Fondazione Istituto Nazionale del Dramma Antico.

## Biografia
Dopo la laurea in Letteratura francese presso l’Università La Sapienza di Roma nel 1980, ha conseguito a Parigi il Diplôme de Doctorat presso l’École des Hautes Études en Sciences Sociales. 
È stata borsista della Fondazione Luigi Einaudi di Torino, del Consiglio nazionale delle ricerche (CNR), maître de conférence all’École des Hautes Études en Sciences Sociales, professoressa all’Università di Reggio Calabria e “visiting scholar“ presso il John M. Olin Center dell’Università di Chicago. 
Dal giugno 1992 al maggio 1994 è stata a capo della Segreteria particolare del Ministro per i Beni Culturali Alberto Ronchey (Governo Amato I e Governo Ciampi).
Dal 2012 al 2016 ha diretto l'Istituto italiano di cultura di Parigi.
Scrive di arte, cultura e libri sulle pagine dei quotidiani «Il Foglio» e «Il Messaggero», e su quelle di «Sette», supplemento settimanale del «Corriere della Sera», e della rivista settimanale «Panorama».

## Opere
- Sarkozy. La lezione francese, Milano, Mondadori, 2007. ISBN 978-88-045-7303-6;
- Il sole sorge a Sud. Viaggio contromano da Palermo a Napoli via Salento, Venezia, Marsilio, 2012. ISBN 978-88-317-0919-4;
- Autunno in Calabria, Bologna, Minerva Edizioni, 2013. ISBN 978-88-738-1492-4;
- La cultura è come la marmellata. Promuovere il patrimonio italiano con le imprese, Venezia, Marsilio, 2016. ISBN 978-88-317-2478-4;
- La temeraria. Luciana Frassati, una donna del Novecento, Venezia, Marsilio, 2018. ISBN 978-88-317-8712-3.

## Premi e riconoscimenti
- (2013) - Premio Mondello: Premio Speciale per la Narrativa di viaggio con il saggio Il sole sorge a sud (Marsilio)